# Бетково (Росія)
Бетково (рос. Бетково) — присілок у Лузькому районі Ленінградської області Російської Федерації.
Населення становить 39 осіб. Належить до муніципального утворення Заклинське сільське поселення.

## Історія
Згідно із законом від 28 вересня 2004 року № 65-оз належить до муніципального утворення Заклинське сільське поселення.

## Населення
| 1838 | 1862 | 1965 | 1997 | 2007 | 2010 |
| ---- | ---- | ---- | ---- | ---- | ---- |
| 24   | ↗65  | ↗116 | ↘52  | ↘36  | ↗39  |